# Castelvecchio (Preci)
Castelvecchio è una frazione del comune di Preci, in provincia di Perugia, da cui dista  2 km; è posta a 633 m s.l.m. e abitata da 18 persone.
Il castello di poggio fu costruito in epoca tardo medievale (secoli XIII-XIV) in una posizione che dominava la valle del torrente Campiano e della Valnerina.
Nel castello si trovano alcune chiese: la più importante è quella di San Giovanni Battista (in origine del XIII secolo), contenente un dipinto attribuito ad Antonio Carocci (la Madonna circondata dai santi) e una statua lignea raffigurante Sant'Anna. A breve distanza dal borgo si trova la chiesetta di Santa Maria della Cona (XVI secolo), nota anche come Madonna dell'Icona o Madonna dello Posatoro, con una fonte usata dai coloni della zona.
Una tra le tradizioni più antiche è rappresentata dal Piantamaggio, una rivisitazione degli antichi Baccanali. Durante questa cerimonia viene innalzato un tronco di pioppo, generalmente il 1º maggio, agghindato con un ramo di ciliegio fiorito a simboleggiare la fertilità. Tale simbolo rimane fino all'anno successivo.
Il 9 marzo di ogni anno si svolge, presso la chiesa della Cona, la cosiddetta Festa delle anime, in ricordo dell'antica distruzione del paese di Monte San Martino e della conseguente dispersione degli abitanti tra Corone, Saccovescio e Castelvecchio.
In questo paese vive la famiglia del fotoreporter Enzo Baldoni, ucciso dai guerriglieri iracheni nel 2004 a Najaf.